# Adolphe Biarent
Adolphe Biarent (* 16. Oktober 1871 in Frasnes-lez-Gosselies (Les Bons Villers); † 4. Februar 1916 in Mont-sur-Marchienne) war ein belgischer Komponist und Dirigent.

## Leben und Wirken
Adolphe Biarent studierte zunächst am Brüsseler Konservatorium. Zu seinen dortigen Lehrern zählten beispielsweise Hubert Ferdinand Kufferath (Kontrapunktik), Joseph Dupont (Harmonielehre), Gustave Huberti (praktische Harmonielehre) und Alphonse Mailly (Orgel). Später setzte er seine Studien in Gent fort (unter anderem bei Émile Mathieu und Adolphe Samuel). Nach Beendigung seiner Studien am Konservatorium nahm er zusätzlichen Privatunterricht bei Martin Lussens.
1901 wurde ihm für die Kantate „Œdipe à Colone“ ein belgischer Erster Rompreis zuerkannt. Nach der Rückkehr von den damit verbundenen Reisen durch Italien, Österreich und Deutschland ließ er sich in Charleroi nieder, wo er als Musikpädagoge, Dirigent und Komponist wirkte. Zu seinen Schülern zählte unter anderem der Cellist, Dirigent und Komponist Fernand Quinet, mit dem er auch später noch korrespondierte.
Biarents vergleichsweise schmaler Werkkatalog umfasst kaum mehr als 20 Kompositionen: Orchesterwerke (für die sich in neuerer Zeit besonders der Dirigent Pierre Bartholomée, dank einer Initiative der Gesellschaft „Les Amis d'Adolphe Biarent“, einsetzte) und Kammermusik. Seine Musik steht in spätromantischer Tradition eines César Franck oder Vincent d’Indy, lässt aber auch deutsche Einflüsse (Ludwig van Beethoven, Richard Wagner, Richard Strauss) erkennen. Gemeinsam mit Gustave Roullier veröffentlichte er eine Sammlung volkstümlichen belgischen Liedgutes, „Mélodies populaires wallonnes et flamandes“.

## Werke (Auswahl)
- Orchesterwerke
  - Poème symphonique: Trenmor, nach Ossian (1905)
  - Poème héroique (1907–11)
  - Rapsodie wallonne, für Klavier und Orchester (1910, Arthur De Greef gewidmet)
  - Sinfonie d-moll (1908)
  - Suite; Contes d’Orient (1909)
- Kammermusik
  - Préludes Moyen Âge (1913) für Klavier
  - Nocturne für Horn, Violine, Harfe und Harmonium
  - Klavierquintett h-moll (1913/14)
  - Cellosonate fis-moll (1915) (in dieser drückt er seine Angst und Abscheu vor dem Zweiten Weltkrieg aus)